# کیت پی
کیت پی (انگلیسی: Kate Paye؛ زادهٔ ۶ مارس ۱۹۷۴) بازیکن بسکتبال، و سرمربی (بسکتبال) اهل ایالات متحده آمریکا است.